# 미카엘 산체스
미카엘 산체스 보술레브(스페인어: Michael Sánchez Bozhulev, 1986년 6월 5일~)는 쿠바의 배구 선수이다. 한국 배구 연맹에는 2013-2014 시즌에는 당시 수원 한국전력 빅스톰의 외국인 선수 산체스와 이름이 겹치게 되어 마이클이라는 이름으로 등록하였으나, 2014-2015 시즌을 앞두고 재계약하면서 등록명을 산체스로 바꾸었다.